# ونودی (سدشیوگد)
ونودی (سدشیوگد) (به انگلیسی: Vanvadi (Sadashivgad)) یک زیستگاه انسانی در هند است که در Satara district واقع شده‌است.

## خصوصیات
ونودی ۳٬۹۴۴ نفر جمعیت دارد.